# Jokkmokks kontrakt
Jokkmokks kontrakt var ett kontrakt inom Svenska kyrkan i Luleå stift. Det upphörde 30 juni 1990.  

## Administrativ historik
Kontraktet bildades 1962 av
en del av Lappmarkens andra kontrakt med
- Arvidsjaurs församling
- Arjeplogs församling

en del av Lappmarkens tredje kontrakt med
- Jokkmokks församling

samtidigt bildades
- Porjus församling
- Vuollerims församling

Vid upplösningen fördes Arvidsjaurs och Arjeplogs församlingar till Pite kontrakt och övriga till Lule-Jokkmokks kontrakt.

## Kontraktsprostar
| Ämbetstid | Namn                        | Levnadstid | Övrigt                               |
| --------- | --------------------------- | ---------- | ------------------------------------ |
| 1962–1970 | Paul Oreland                |            | Kyrkoherde i Arjeplogs församling.   |
| 1970–1974 | Victor Emanuel Svedberg     |            | Kyrkoherde i Arvidsjaurs församling. |
| 1974–1980 | Knut Gunnar Lundström       |            | Kyrkoherde i Jokkmokks församling.   |
| 1980–1986 | Lars Erik Gunnar Samuelsson |            | Kyrkoherde i Arvidsjaurs församling. |
| 1987–1990 | Johan Märak                 |            | Kyrkoherde i Jokkmokks församling.   |